# Colton Smith
Colton Smith (* 5. März 2003 in Olympia, Washington) ist ein US-amerikanischer Tennisspieler.

## Karriere
Smith spielte zwischen 2019 und 2021 auf der ITF Junior Tour. Dort nahm er 2021 an einem Grand-Slam-Turnieren teil, den US Open, als er das Achtelfinale erreichte. Er gewann zwei  Titel im Einzel und einen im Doppel bei niedriger dotierten Events. Die beste Platzierung in der Junior-Rangliste war Rang 107.
2021 begann Smith ein Studium an der University of Arizona, wo er auch im College Tennis aktiv war. In seinem dritten Studienjahr wurde er All-American im Einzel. Voraussichtlich wird er 2025 seinen Abschluss machen.
Die ersten Turniere der Profis spielte Smith 2023 während seines Studiums. 2024 erreichte er bei drei aufeinanderfolgenden Turnieren der drittklassigen ITF Future Tour das Finale und blieb dort einmal siegreich. In der Folge gewann er auch auf der höher dotierten ATP Challenger Tour Matches gegen Spieler der Top 200. Nach einem Viertelfinale in Tiburon erreichte er beim Challenger in Sioux Falls überraschend das Endspiel, wo er dem Kroaten Borna Gojo unterlag. Das Jahr schloss er damit auf Rang 366 ab. Das erste Turnier der Saison 2025 in Cleveland nutze er zu seinem ersten Challenger-Turniersieg, mit der er bis Rang 259 stieg.

## Erfolge
| Legende (Anzahl der Siege)  |
| Grand Slam                  |
| ATP Finals                  |
| ATP World Tour Masters 1000 |
| ATP Tour 500                |
| ATP Tour 250                |
| ATP Challenger Tour (1)     |

### Einzel

#### Turniersiege
| Nr. | Datum           | Turnier   | Belag         | Finalgegner     | Ergebnis       |
| --- | --------------- | --------- | ------------- | --------------- | -------------- |
| 1.  | 2. Februar 2025 | Cleveland | Hartplatz (i) | Eliot Spizzirri | 6:4, 6:76, 6:3 |